# Norway Cup

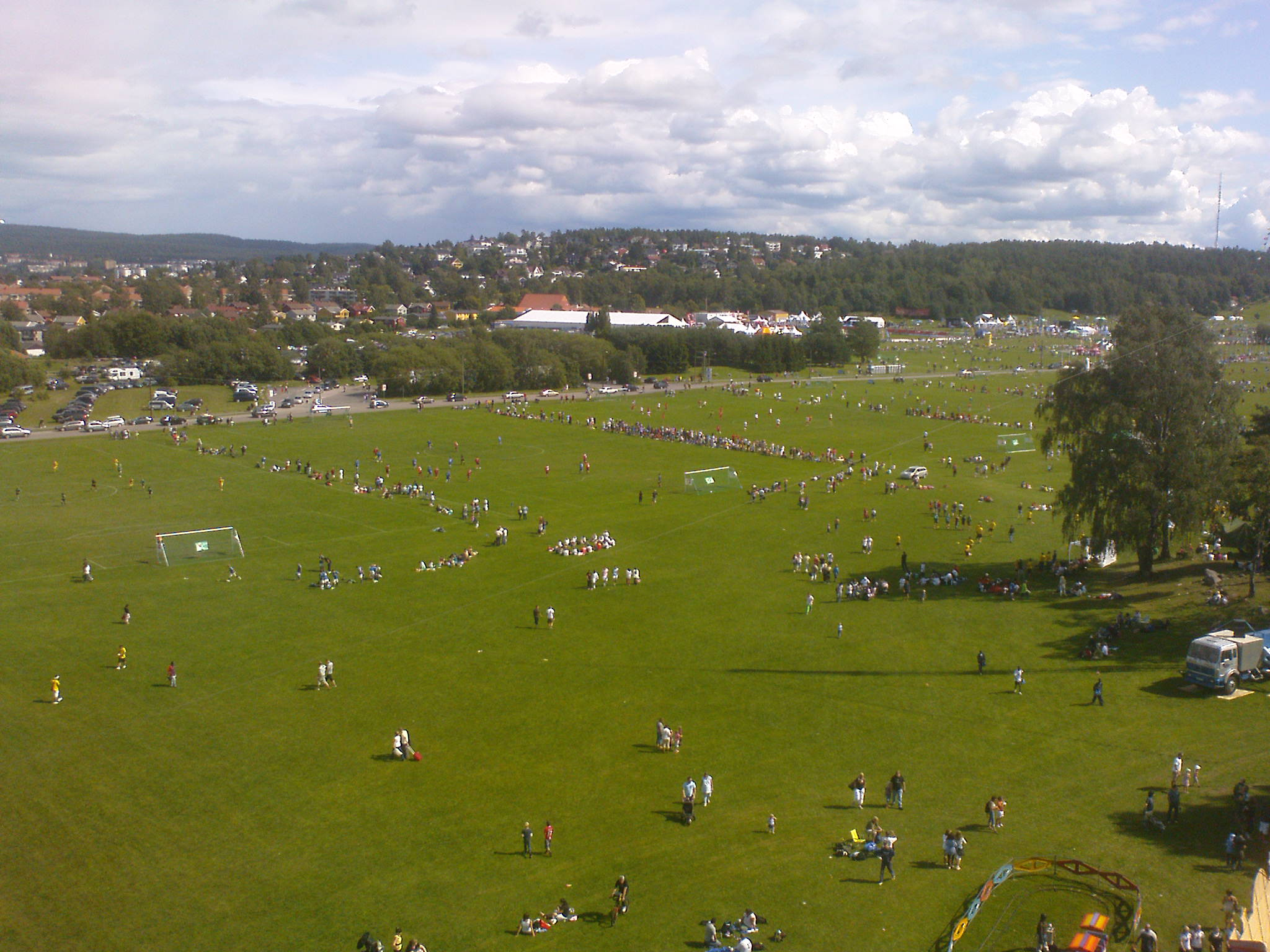
Norway Cup 2009

Norway Cup är en internationell fotbollsturnering för ungdomar som hålls i Oslo i Norge. Turneringen genomförs årligen sedan 1972, är en av världens största fotbollsturneringar. Spelarna är mellan 10 och 19 år gamla.
Bækkelagets Sportsklub arrangerar turneringen med Tony Isaksen som generalsekreterare. Han tog över 2015 efter initiativtagaren till turneringen, Frode Kyvåg. De flesta matcher spelas på Ekebergsletta i Oslo. Totalt spelas drygt 6 000 matcher under den veckan turneringen pågår.

## Deltagare
De senare åren har mellan 1 400 och 1 600 lag deltagit i turneringen och Norway Cup omtalas ofta som "världens största fotbollsturnering". Deltagarna i Norway Cup kommer från mellan 50 och 60 nationer. 2016 deltog 2199 lag.
Flera spelare som senare har blivit proffsspelare har deltagit i Norway Cup, bland annat Erik Mykland, John Carew, Ole Gunnar Solskjær och Steffen Iversen.

## Damfotboll
År 1972, den första upplagan av Norge Cup, spelades med tjej-lag, medan Norges Fotballforbund inte godkände damfotboll officiellt förrän 1976.